# Fédération Gabonaise de Football
Fédération Gabonaise de Football – ogólnokrajowy związek sportowy, działający na terenie Gabonu, będący jedynym prawnym reprezentantem gabońskiej piłki nożnej, zarówno mężczyzn, jak i kobiet, we wszystkich kategoriach wiekowych w kraju i za granicą. Siedziba związku mieści się w Libreville. Związek powstał w 1962, a od 1966 jest członkiem FIFA. Członkiem CAF stał się w 1967. Prezesem jest Pierre Alain Mounguengui.